# Lycinus nevadoensis
Espèce
Lycinus nevadoensis est une espèce d'araignées mygalomorphes de la famille des Pycnothelidae.

## Distribution
Cette espèce est endémique de la province de Mendoza en Argentine,. Elle se rencontre sur le Cerro Nevado.

## Description
Le mâle holotype mesure 12,3 mm.

## Systématique et taxinomie
Cette espèce a été décrite par Ferretti en 2015.

## Étymologie
Son nom d'espèce, composé de nevado et du suffixe latin -ensis, « qui vit dans, qui habite », lui a été donné en référence au lieu de sa découverte, le Cerro Nevado.

## Publication originale
- Ferretti, 2015 : « Cladistic reanalysis and historical biogeography of the genus Lycinus Thorell, 1894 (Araneae: Mygalomorphae: Nemesiidae) with description of two new species from western Argentina. » Zoological Studies, vol. 54, no 11, p. 1-15 (texte intégral).